# Don't Let Me Be Misunderstood
Don't Let Me Be Misunderstood is een popnummer, dat op naam staat van Bennie Benjamin, Sol Marcus en Gloria Caldwell. Het nummer is in 1964 voor het eerst op de plaat gezet door Nina Simone. In 1965 maakten The Animals een nieuwe versie, die veel bekender werd. In 1977 werd een discoversie door Santa Esmeralda ook een hit.

## Achtergrond
In 1964 kreeg de componist en arrangeur Horace Ott ruzie met zijn vriendin Gloria Caldwell. Toen begon hij de volgende tekst te schrijven: I'm just a soul whose intentions are good / Oh Lord, please don't let me be misunderstood. Hij bedacht hier een melodie bij en gaf het onvoltooide nummer aan de samenwerkende liedjesschrijvers Bennie Benjamin en Sol Marcus om het af te maken.
Omdat Ott en Benjamin/Marcus lid waren van rivaliserende copyrightorganisaties, zette Ott het nummer op naam van Gloria Caldwell, met wie hij zich inmiddels had verzoend en die hij later ook zou trouwen.

## Nina Simone
Nina Simones versie van het nummer kwam in 1964 uit als single, gekoppeld met A Monster. Het nummer stond ook op haar lp Broadway-Blues-Ballads. Het wordt gebracht in een laag tempo. In de begeleiding valt de prominente rol van de celesta op. Hier en daar valt een achtergrondkoortje in. De single werd echter geen succes.

### Hitnotering

#### NPO Radio 2 Top 2000
| Nummer met noteringen in de NPO Radio 2 Top 2000 | '00  | '01-'02 | '03  | '04  | '05 | '06  | '07  | '08  | '09  | '10  | '11  | '12  | '13  | '14  |
| ------------------------------------------------ | ---- | ------- | ---- | ---- | --- | ---- | ---- | ---- | ---- | ---- | ---- | ---- | ---- | ---- |
| Don’t Let Me Be Misunderstood                    | 1707 | -       | 1882 | 1888 | -   | 1624 | 1738 | 1850 | 1872 | 1797 | 1788 | 1453 | 1731 | 1922 |

1. ↑  Een '-' betekent dat het nummer niet was genoteerd en een vetgedrukt getal geeft de hoogste notering aan.
2. ↑  2000 was het eerste jaar met een notering voor dit nummer.
3. ↑  Deze tabel is bijgewerkt tot en met de laatste editie (2024).

## The Animals
In 1965 zetten The Animals hun eigen versie van het nummer op de plaat. Het tempo lag nu hoger. Deze versie valt direct op door de intro, die unisono wordt gespeeld door Alan Price op elektronisch orgel en Hilton Valentine op gitaar en een uitwerking is van een thema op het eind van Nina Simones versie. Deze single, met op de achterkant 
Club A Go-Go, bracht het tot de derde plaats in de Engelse hitparade en de vijftiende in de Amerikaanse. In Nederland kwam het nummer niet verder dan de 26e plaats.
Het nummer staat op 315 in The 500 Greatest Songs of All Time van Rolling Stone.

### Hitnotering

#### Nederlandse Top 40
| Hitnotering: 27-03-1965 t/m 15-05-1965 | Hitnotering: 27-03-1965 t/m 15-05-1965 | Hitnotering: 27-03-1965 t/m 15-05-1965 | Hitnotering: 27-03-1965 t/m 15-05-1965 | Hitnotering: 27-03-1965 t/m 15-05-1965 | Hitnotering: 27-03-1965 t/m 15-05-1965 | Hitnotering: 27-03-1965 t/m 15-05-1965 | Hitnotering: 27-03-1965 t/m 15-05-1965 | Hitnotering: 27-03-1965 t/m 15-05-1965 | Hitnotering: 27-03-1965 t/m 15-05-1965 |
| Week:                                  | 1                                      | 2                                      | 3                                      | 4                                      | 5                                      | 6                                      | 7                                      | 8                                      |                                        |
| -------------------------------------- | -------------------------------------- | -------------------------------------- | -------------------------------------- | -------------------------------------- | -------------------------------------- | -------------------------------------- | -------------------------------------- | -------------------------------------- | -------------------------------------- |
| Positie:                               | 35                                     | 32                                     | 29                                     | 29                                     | 26                                     | 35                                     | 30                                     | 33                                     | uit                                    |

### Evergreen Top 1000
| Don't Let Me Be Misunderstood in de Evergreen Top 1000 | Don't Let Me Be Misunderstood in de Evergreen Top 1000 | Don't Let Me Be Misunderstood in de Evergreen Top 1000 | Don't Let Me Be Misunderstood in de Evergreen Top 1000 | Don't Let Me Be Misunderstood in de Evergreen Top 1000 | Don't Let Me Be Misunderstood in de Evergreen Top 1000 | Don't Let Me Be Misunderstood in de Evergreen Top 1000 | Don't Let Me Be Misunderstood in de Evergreen Top 1000 | Don't Let Me Be Misunderstood in de Evergreen Top 1000 | Don't Let Me Be Misunderstood in de Evergreen Top 1000 | Don't Let Me Be Misunderstood in de Evergreen Top 1000 |
| Jaar                                                   | 2008                                                   | 2009                                                   | 2010                                                   | 2011                                                   | 2012                                                   | 2013                                                   | 2014                                                   | 2015                                                   | 2016                                                   | 2017                                                   |
| ------------------------------------------------------ | ------------------------------------------------------ | ------------------------------------------------------ | ------------------------------------------------------ | ------------------------------------------------------ | ------------------------------------------------------ | ------------------------------------------------------ | ------------------------------------------------------ | ------------------------------------------------------ | ------------------------------------------------------ | ------------------------------------------------------ |
| Positie                                                | –                                                      | –                                                      | –                                                      | –                                                      | –                                                      | –                                                      | –                                                      | –                                                      | 851                                                    | 976                                                    |

## ZZ en de Maskers
Bob Bouber vertaalde het nummer in het Nederlands. Van de titel maakte hij Ik bedoel het altijd goed. Zijn groep ZZ en de Maskers bracht het nummer, ook nog in 1965, uit als single, gekoppeld met Trek het je niet aan. De groep baseerde zich op de versie van The Animals. Het nummer deed niets, maar Vic van de Reijt zette het op nummer 36 in zijn 'Top-100 van Nederlandstalige covers'.

## Santa Esmeralda
In het najaar van 1977 zette Santa Esmeralda, een Amerikaans/Franse groep onder leiding van Leroy Gómez, het nummer opnieuw op de plaat. Het werd een discoversie met invloeden van flamenco en Latijns-Amerikaanse stijlen als salsa. De achterkant van de single was You're My Everything. De groep maakte een versie van 16 minuten en een volledige kant van hun lp Don't Let Me Be Misunderstood in beslag nam. De single bracht het in thuisland de Verenigde Staten tot de 15e positie in de Billboard Hot 100. In Duitsland en Oostenrijk was het een nummer 1-hit.
In Nederland was de plaat op vrijdagavond 19 augustus 1977 Veronica Alarmschijf in haar één uur zendtijd op Hilversum 3 en werd een gigantische hit in de destijds twee landelijke hitlijsten op de nationale publieke popzender. De plaat bereikte de 5e positie in de Nederlandse Top 40 en de 4e positie in de Nationale Hitparade. In de op Hemelvaartsdag 27 mei 1976 gestarte Europese hitlijst op Hilversum 3, de TROS Europarade, bereikte de plaat de 3e positie.
In België bereikte de plaat de 2e positie in zowel de voorloper van de Vlaamse Ultratop 50 als de Vlaamse Radio 2 Top 30. In Wallonië werd de nummer 1-positie behaald.
Ook werd het nummer destijds door NOS Studio Sport gebruikt als achtergrondmuziek bij de cricketuitslagen. De lp haalde de eerste plaats in de LP Top 50, de voorloper van de Nederlandse Album Top 100. In hetzelfde jaar bracht de groep ook een discoversie uit van een andere Nina Simone- én Animals-klassieker: The House of the Rising Sun. In 2003 werd Santa Esmeralda's versie gebruikt voor de soundtrack van de film Kill Bill: Vol. 1 van regisseur Quentin Tarantino.
Sinds de allereerste editie in december 1999 stond de plaat onafgebroken genoteerd in de jaarlijkse NPO Radio 2 Top 2000 van de Nederlandse publieke radiozender NPO Radio 2, met als hoogste notering tot nu toe een 867e positie in 2002, tot en met 2021. Het jaar erop zakte het nummer uit de lijst.

### Hitnoteringen

#### Nederlandse Top 40
| Hitnotering: 27-08-1977 t/m 29-10-1977 | Hitnotering: 27-08-1977 t/m 29-10-1977 | Hitnotering: 27-08-1977 t/m 29-10-1977 | Hitnotering: 27-08-1977 t/m 29-10-1977 | Hitnotering: 27-08-1977 t/m 29-10-1977 | Hitnotering: 27-08-1977 t/m 29-10-1977 | Hitnotering: 27-08-1977 t/m 29-10-1977 | Hitnotering: 27-08-1977 t/m 29-10-1977 | Hitnotering: 27-08-1977 t/m 29-10-1977 | Hitnotering: 27-08-1977 t/m 29-10-1977 | Hitnotering: 27-08-1977 t/m 29-10-1977 | Hitnotering: 27-08-1977 t/m 29-10-1977 |
| Week:                                  | 1                                      | 2                                      | 3                                      | 4                                      | 5                                      | 6                                      | 7                                      | 8                                      | 9                                      | 10                                     |                                        |
| -------------------------------------- | -------------------------------------- | -------------------------------------- | -------------------------------------- | -------------------------------------- | -------------------------------------- | -------------------------------------- | -------------------------------------- | -------------------------------------- | -------------------------------------- | -------------------------------------- | -------------------------------------- |
| Positie:                               | 25                                     | 9                                      | 8                                      | 5                                      | 5                                      | 6                                      | 12                                     | 26                                     | 26                                     | 34                                     | uit                                    |

#### Nationale Hitparade
| Hitnotering: 27-08-1977 t/m 22-10-1977 | Hitnotering: 27-08-1977 t/m 22-10-1977 | Hitnotering: 27-08-1977 t/m 22-10-1977 | Hitnotering: 27-08-1977 t/m 22-10-1977 | Hitnotering: 27-08-1977 t/m 22-10-1977 | Hitnotering: 27-08-1977 t/m 22-10-1977 | Hitnotering: 27-08-1977 t/m 22-10-1977 | Hitnotering: 27-08-1977 t/m 22-10-1977 | Hitnotering: 27-08-1977 t/m 22-10-1977 | Hitnotering: 27-08-1977 t/m 22-10-1977 | Hitnotering: 27-08-1977 t/m 22-10-1977 |
| Week:                                  | 1                                      | 2                                      | 3                                      | 4                                      | 5                                      | 6                                      | 7                                      | 8                                      | 9                                      |                                        |
| -------------------------------------- | -------------------------------------- | -------------------------------------- | -------------------------------------- | -------------------------------------- | -------------------------------------- | -------------------------------------- | -------------------------------------- | -------------------------------------- | -------------------------------------- | -------------------------------------- |
| Positie:                               | 29                                     | 8                                      | 6                                      | 4                                      | 4                                      | 6                                      | 7                                      | 11                                     | 25                                     | uit                                    |

#### TROS Europarade
Hitnotering: 08-09-1977 t/m 02-02-1978. Hoogste notering #3 (3 weken).

#### NPO Radio 2 Top 2000
| Nummer met noteringen in de NPO Radio 2 Top 2000 | '99 | '00  | '01  | '02 | '03  | '04  | '05  | '06  | '07  | '08  | '09 | '10  | '11  | '12  | '13  | '14  | '15  | '16  | '17  | '18  | '19  | '20  | '21  |
| ------------------------------------------------ | --- | ---- | ---- | --- | ---- | ---- | ---- | ---- | ---- | ---- | --- | ---- | ---- | ---- | ---- | ---- | ---- | ---- | ---- | ---- | ---- | ---- | ---- |
| Don't Let Me Be Misunderstood                    | 904 | 1134 | 1007 | 867 | 1075 | 1065 | 1033 | 1021 | 1266 | 1084 | 966 | 1167 | 1186 | 1093 | 1251 | 1143 | 1206 | 1401 | 1384 | 1890 | 1816 | 1830 | 1926 |

1. ↑  Een vetgedrukt getal geeft de hoogste notering aan.
2. ↑  Deze tabel is bijgewerkt tot en met de laatste editie (2024).

## Joe Cocker
In 1996 bracht Joe Cocker zijn versie van het nummer uit op cd-single. Het nummer kwam in 2004 voor op de soundtrack van de film Layer Cake. Ook stond het nummer al op zijn debuutalbum With a Little Help from My Friends uit 1969. Het nummer kwam tot nummer 45 in de Mega Top 50, terwijl het in de Tipparade tot nummer 8 kwam en zodoende de Nederlandse Top 40 niet bereikte.

### Mega Top 50
| Hitnotering: 26-10-1996 t/m 09-11-1996 | Hitnotering: 26-10-1996 t/m 09-11-1996 | Hitnotering: 26-10-1996 t/m 09-11-1996 | Hitnotering: 26-10-1996 t/m 09-11-1996 | Hitnotering: 26-10-1996 t/m 09-11-1996 |
| Week:                                  | 1                                      | 2                                      | 3                                      |                                        |
| -------------------------------------- | -------------------------------------- | -------------------------------------- | -------------------------------------- | -------------------------------------- |
| Positie:                               | 49                                     | 45                                     | 49                                     | uit                                    |

## Mick Harren
In 2003 bracht de Nederlandse zanger Mick Harren zijn versie van het nummer uit op cd-single. Het nummer stond op zijn Engelstalige album Good Things uit 2003 en kwam tot nummer 35 in de Mega Top 50.

### Mega Top 50
| Hitnotering: 04-10-2003 t/m 06-12-2003 | Hitnotering: 04-10-2003 t/m 06-12-2003 | Hitnotering: 04-10-2003 t/m 06-12-2003 | Hitnotering: 04-10-2003 t/m 06-12-2003 | Hitnotering: 04-10-2003 t/m 06-12-2003 | Hitnotering: 04-10-2003 t/m 06-12-2003 | Hitnotering: 04-10-2003 t/m 06-12-2003 | Hitnotering: 04-10-2003 t/m 06-12-2003 | Hitnotering: 04-10-2003 t/m 06-12-2003 | Hitnotering: 04-10-2003 t/m 06-12-2003 | Hitnotering: 04-10-2003 t/m 06-12-2003 | Hitnotering: 04-10-2003 t/m 06-12-2003 |
| Week:                                  | 1                                      | 2                                      | 3                                      | 4                                      | 5                                      | 6                                      | 7                                      | 8                                      | 9                                      | 10                                     |                                        |
| -------------------------------------- | -------------------------------------- | -------------------------------------- | -------------------------------------- | -------------------------------------- | -------------------------------------- | -------------------------------------- | -------------------------------------- | -------------------------------------- | -------------------------------------- | -------------------------------------- | -------------------------------------- |
| Positie:                               | 54                                     | 50                                     | 42                                     | 43                                     | 35                                     | 36                                     | 41                                     | 47                                     | 55                                     | 67                                     | uit                                    |

## Overige versies
- Sandy Coast nam het nummer op voor zijn lp From the Stereo Workshop (1969).
- Versies van Eric Burdon, de ex-zanger van The Animals, staan op zijn lp's Sun Secrets en Live at the Roxy.
- Mike Batt nam het nummer op voor zijn album Schizophonia (1977).
- Gary Moore zette het nummer op zijn lp Dirty Fingers (1983/84).
- Elvis Costello nam het nummer op voor zijn lp King of America (1986) en bracht het ook uit als (geflopte) single.
- Cyndi Lauper nam het nummer op voor haar album At Last (2003).
- Yusuf Islam nam het nummer op voor zijn album An Other Cup (2006).
- Common zette een rapversie van het nummer, gebaseerd op Nina Simones versie, op zijn album Finding Forever (2007).
- Mutoid Man namen het nummer op voor hun album Helium Head (2013).
- Jamie Cullum nam het nummer op voor zijn album Interlude, samen met Gregory Porter (2014).
- Lana Del Rey nam het nummer op voor haar album Honeymoon (2015).
- Lady Gaga zong het nummer in voor het album Showboat van vriend en jazzmuzikant Brian Newman (2018).